# Bezzia blandiata
Bezzia blandiata är en tvåvingeart som beskrevs av Remm 1967. Bezzia blandiata ingår i släktet Bezzia och familjen svidknott. Inga underarter finns listade i Catalogue of Life.